# William Holman Hunt
William Holman Hunt (født 2. april 1827 i London, død 7. september 1910 sammesteds) var en engelsk maler.
Han gik på akademiet og fik i den jævnaldrende John Everett Millais en varig ven, der blev ham en støtte i hans ungdoms svære kunstnerkamp. Han blev så betaget af John Ruskins Modern painters, at hans kunstnerbane var givet. Han var med til at grunde det prærafaelitiske broderskab og forfægtede det i The Times og The Contemporary Review,  men frem for alt gennem sin kunst broderskabets uforfalskede lære.
Han hader det konventionelle i kunsten og dyrkede med næsten religiøs  optagethed virkeligheden ved en enestående minutiøs gengivelse af alle  billedets enkeltheder og lagde derved også skolens svagheder med hensyn  til helhedsindtryk med videre blot.
Med den uendelige omhu, der kunne  virke trættende, forbandt Hunt prærafaelitternes religiøse  ånd, en mystik og tankedybde, der ofte talte i gåder til beskueren.  Efter at have malet The Eve of St Agnes (1848, efter John Keats) og Rienzi (1849, hovedfiguren har Dante Gabriel Rossettis træk) samlede han 1850 et kritikkens uvejr om sig med Kristus forfølges af Druiderne. Derefter fulgte Valentin befrier Sylvia (efter Shakespeare, Birmingham Museum), det betydelige Hyrden som Lejesvend, Claudio og Isabella, Samvittigheden vågner og 1854 det værk, der gav ham berømmelsen, Kristus som Verdens Lys (en lygte), elsket og æret i England (i National Gallery (Det oprindelige eksemplar hænger i Keble College, Oxford). 

I 1854 begyndte hans orientrejser; længe dvælede han i Østen, især i Jerusalem. De vigtigste resultater af rejserne var Syndebukken (1856), Kristus findes i Templet (1860, bygget på årelange etnografiske og arkæologiske studier), De Uskyldiges Triumf efter Ruskin, det i Palæstina malede Dødens Skygge (1873) (Kristus som ung i forældrehjemmet, strækkende armene ud, hvorved billedet af et kors fremstår på væggen, Efter Solnedgang i Ægypten (1867), Det hellige Guds Under i Jerusalems Gravkirke (med ca. 500 figurer) osv. Endvidere Majdag på Magdalene-Taarnet, et af Hunts koloristisk set smukkeste arbejder, Amaryllis, Skibet, The Lady of Shalott, mange smukke akvareller og tegninger fra Orienten, portrætter (Richard Owen, 1881), illustrationer til The Pilgrims Progress, Alfred Tennysons  digte (Lady Godiva etc.) og mange andre. 
Hunt udgav sine memoirer, der  gav anledning til strid om, hvem der havde været den egentlige  grundlægger af broderskabet Pre-Raphaelitism and the pre-Raphaelite brotherhood (2 bind 1905).

## Galleri
- William Holman Hunt, The Eve of St. Agnes, 1847-1857, Walker Art Gallery
- William Holman Hunt, Rienzi, 1848-49, privat eje
- William Holman Hunt, Kristus forfølges af druiderne[4], 1850, Ashmolean Museum
- William Holman Hunt,Valentin befrier Sylvia, 1851
- William Holman Hunt, Kristus som Verdens Lys, 1853-54, Keble College, Oxford
- William Holman Hunt, Syndebukken, 1854, Lady Lever Art Gallery
- William Holman Hunt, Kristus findes i Templet, 1860, Birmingham Museum and Art Gallery
- William Holman Hunt, Dødens skygge, 1870, Leeds Art Gallery
- William Holman Hunt, Majdag på Magdalene-Taarnet 1891, Lady Lever Art Gallery
- William Holman Hunt, 1905, The Lady of Shalott, Wadsworth Atheneum

## Note
1. ↑  Owen painting | Natural History Museum
2. ↑  Portrait of Owen at the Natural History Museum : Abstract : Nature
3. ↑  Pre-Raphaelitism and the pre-Raphaelite brotherhood, (Book, 1905) [WorldCat.org]
4. ↑  titlen på engelsk er A Converted British Family Sheltering a Christian Missionary from the Persecution of the Druids, hvorfor det må formodes at den danske titel er en dårlig oversættelse.